# Витратомір за постійним перепадом тиску

Витратомір за постійним перепадом тиску, (рос. расходомер постоянного перепада давления; англ. constant differential pressure meter; нім. Durchflüssmesser m des konstanten Druckunterschiedes m) — витратомір рідини або газу з перетворювальним елементом у вигляді поплавка; площа прохідного отвору трубки в ході його переміщення по вертикалі, яке викликане зміною витрати, змінюється таким чином, що перепад тиску залишається постійним.
До даної групи відносять ротаметри і поршневі витратоміри (рис. ). Тут при зміні витрати середовища змінюється прохідний перетин за рахунок переміщення робочого елемента вгору – поплавка в ротаметрах або поршня в поршневих витратомірах.  
Переміщення робочих елементів перетворюється в електричний сигнал за допомогою трансформаторних перетворювачів.
Ротаметри застосовуються для вимірювання невеликих витрат газоподібних і рідких (переважно чистих) середовищ.
Поршневі витратоміри можуть контролювати витрати в’язких рідин, наприклад, мазуту.